# Powayan
Powayan é uma cidade e uma nagar panchayat no distrito de Shahjahanpur, no estado indiano de Uttar Pradesh.

## Demografia
Segundo o censo de 2001, Powayan tinha uma população de 23,417 habitantes. Os indivíduos do sexo masculino constituem 54% da população e os do sexo feminino 46%. Powayan tem uma taxa de literacia de 57%, inferior à média nacional de 59.5%: a literacia no sexo masculino é de 61% e no sexo feminino é de 52%. Em Powayan, 15% da população está abaixo dos 6 anos de idade.